# Platyura maudae
Platyura maudae är en tvåvingeart som beskrevs av Daniel William Coquillett 1895. Platyura maudae ingår i släktet Platyura och familjen platthornsmyggor.
Artens utbredningsområde är Oregon. Inga underarter finns listade i Catalogue of Life.